# 대니 엘프먼
대니 엘프먼(Danny Elfman, 1953년 5월 29일 ~ )은 미국의 대중음악 작곡가이다.
《비틀주스》, 《배트맨》, 《배트맨 2》, 《가위손》, 《슬리피 할로우》, 《화성침공》, 《빅 피쉬》 등 《에드 우드》등을 제외한 팀 버튼의 거의 모든 작품의 음악을 작곡했다.
《심슨 가족》의 테마를 비롯해서 여러 텔레비전 쇼의 음악을 작곡했다.
《크리스마스의 악몽》에서는 주인공 잭의 노래 역할을 맡아서 직접 노래를 부르기도 했다. <유령신부>에서는 '본쟁글스'로 출연해 노래를 불렀다.
그는 '음악인'이라는 수식어보다는 '영화인'이라는 수식어가 더 잘 어울릴 정도로 영화적인 음악감각이 대단하다. 그의 음악은 등장인물들의 심리나 동작 하나하나에 따라 악기, 멜로디가 정해진다. 그는 어렸을 때 영화감독이 꿈이였을 정도로 영화적 감각이 대단한 영화음악가이다.
2003년 11월 29일에 브리짓 폰다와 결혼하였으며, 아이를 하나 두었다.

## 출연 작품
- 우먼 인 윈도 (2020)
- 닥터 두리틀 (2020)
- 맨 인 블랙: 인터내셔널 (2019)
- 덤보 (2019)
- 돈 워리 (2018)
- 그린치 (2018)
- 50가지 그림자: 해방 (2018)
- 튤립 피버 (2017)
- 저스티스 리그 (2017)
- 더 서클 (2017)
- 50가지 그림자: 심연 (2017)
- 스코어: 영화음악의 모든 것 (2016)
- 걸 온 더 트레인 (2016)
- 거울나라의 앨리스 (2016)
- 썸니아 (2016)
- 디 엔드 오브 더 투어 (2015)
- 구스범스 (2015)
- 어벤져스: 에이지 오브 울트론 (2015)
- 그레이의 50가지 그림자 (2015)
- 빅 아이즈 (2014)
- 천재강아지 미스터 피바디 (2014)
- 언노운 노운 (2013)
- 아메리칸 허슬 (2013)
- 에픽 : 숲속의 전설 (2013)
- 오즈 그레이트 앤드 파워풀 (2013)
- 프라미스드 랜드 (2012)
- 실버라이닝 플레이북 (2012)
- 프랑켄위니 (2012)
- 맨 인 블랙 3 (2012)
- 다크 섀도우 (2012)
- 레스트리스 (2011)
- 리얼 스틸 (2011)
- 쓰리 데이즈 (2010)
- 이상한 나라의 앨리스 (2010)
- 노토리어스 (2009)
- 테이킹 우드스탁 (2009)
- 터미네이터: 미래전쟁의 시작 (2009)
- 스탠다드 오퍼레이팅 프러시저 (2008)
- 밀크 (2008)
- 헬보이 2: 골든 아미 (2008)
- 원티드 (2008)
- 킹덤 (2007)
- 로빈슨 가족 (2007)
- 나쵸 리브레 (2006)
- 신비의 바다 (2006)
- 샬롯의 거미줄 (2006)
- 포인트 플레전트 (2005)
- 유령 신부 (2005)
- 찰리와 초콜릿 공장 (2005)
- 위기의 주부들 (2004)
- 스파이더맨 2 (2004)
- 빅 피쉬 (2003)
- 헐크 (2003)
- 시카고 (2002)
- 레드 드래곤 (2002)
- 맨 인 블랙 2 (2002)
- 스파이더맨 (2002)
- 하트브레이커스 (2001)
- 혹성 탈출 (2001)
- 콘도 페인팅 (2000)
- 기프트 (2000)
- 프루프 오브 라이프 (2000)
- 패밀리 맨 (2000)
- 화성인 마틴 (1999)
- 여기보다 어딘가에 (1999)
- 슬리피 할로우 (1999)
- 인스팅트 (1999)
- 뱀파이어 (1998)
- 심플 플랜 (1998)
- 시빌 액션 (1998)
- 싸이코 (1998)
- 굿 윌 헌팅 (1997)
- 플러버 (1997)
- 맨 인 블랙 (1997)
- 프리웨이 (1996)
- 선택 (1996)
- 프라이트너 (1996)
- 화성 침공 (1996)
- 미션 임파서블 (1996)
- 데드 프레지던트 (1995)
- 투 다이 포 (1995)
- 블랙 뷰티 (1994)
- 돌로레스 클레이븐 (1994)
- 팀 버튼의 크리스마스 악몽 (1993)
- 써머스비 (1993)
- 제99조 (1992)
- 배트맨 - TV 만화 시리즈 (1992)
- 배트맨 2 (1992)
- 심야의 공포 (1990)
- 가위손 (1990)
- 딕 트레이시 (1990)
- 다크맨 (1990)
- 비틀쥬스 - TV 만화 시리즈 (1989)
- 크리프트 스토리 - TV 시리즈 (1989)
- 배트맨 (1989)
- 스크루지 (1988)
- 비틀쥬스 (1988)
- 신비한 말 (1988)
- 미드나잇 런 (1988)
- 썸머 스쿨 (1987)
- 위즈덤 (1986)
- 백 투 스쿨 (1986)
- 피위의 대모험 (1985)
- 어메이징 스토리 (1985)
- 금지 구역 (1980)
- 로즈 가든 (1977)
- 핫 투마로우 (1977)